# Kate Beckinsale
Kathrin Romany "Kate" Beckinsale, född 26 juli 1973 i London, är en brittisk skådespelare och fotomodell. Hon är dotter till skådespelarna Richard Beckinsale och Judy Loe (död 15 juli 2025) och halvsyster till skådespelaren Samantha Beckinsale. 
Kate Beckinsale hade ett åttaårigt förhållande med skådespelaren Michael Sheen (från 1995 till 2003). Beckinsale och Sheen har en dotter (född 1999) tillsammans. Hon var mellan 2004 och 2019 gift med den amerikanske regissören Len Wiseman.

## Filmografi (i urval)
- 1991 – One Against the Wind
- 1993 – Mycket väsen för ingenting
- 1994 – Uncovered
- 1994 – Prinsen av Jylland
- 1995 – Nya vindar över Cold Comfort Farm (TV-film)
- 1995 – Haunted
- 1996 – Emma
- 1997 – Shooting Fish
- 1998 – The Last Days of Disco
- 1998 – Alice i Spegellandet (TV-film)
- 1999 – Brokedown Palace
- 2000 – Den gyllene skålen
- 2001 – Om ödet får bestämma
- 2001 – Pearl Harbor
- 2001 – The Golden Bowl
- 2002 – Laurel Canyon
- 2003 – Underworld
- 2003 – Tiptoes
- 2004 – The Aviator
- 2004 – Van Helsing
- 2006 – Click
- 2006 – Underworld: Evolution
- 2007 – Vacancy
- 2008 – Snow Angels
- 2008 – Winged Creatures
- 2008 – Nothing But the Truth
- 2009 – Whiteout
- 2009 – Underworld: Rise of the Lycans
- 2009 – Everybody's Fine
- 2012 – Contraband
- 2012 – Underworld: Awakening
- 2012 – Total Recall
- 2013 – The Trials of Cate McCall
- 2014 – Stonehearst Asylum
- 2014 – The Face of an Angel
- 2015 – Absolutely Anything
- 2016 – Love & Friendship
- 2016 – The Disappointments Room
- 2016 – Underworld: Blood Wars
- 2017 – The Only Living Boy in New York
- 2018 – Farming
- 2019 – Försvunnen i Kongo (TV-serie)
- 2019 – El Tonto
- 2022 – Prisoner's Daughter
- 2024 – Canary Black